# 競合作品
競合作品（きょうごうさくひん）とは、ほぼ同時期において「酷似したテーマ」で製作され競合している作品同士のことを指す。「ライバル作品」「ライバルプロジェクト」等とも言われる。また、意図的に競り合って製作することを「競作」という。
公開が同時期ではなく、数年以上離れている場合には、「競合作品」と呼ばれない場合が多い。その場合には、「類似作品」「類似テーマの作品」などと呼ばれる。
たまたま同じテーマになって競合してしまった場合もあるが、さまざまな製作会社に企画書を提出していく中で、作品テーマ・コンセプトなどが関係者に流出して、そこから改変・流用されて新たなストーリーが作られて採用されたケースなども少なくない。

## 映画
ここでは基本的に、公開が1年前後で著名性の高い作品か、出典で「競合作品」として言及されている作品を一覧にする。

### 1950年代
『自由学校』
1951年に獅子文六の同名の小説を松竹と大映が映画化し、公開を同じ週に合わせた競作。

### 1960年代
『ベン・ハー』VS『スパルタカス』
前者は1959年に、後者は1960年に公開された。「古代ローマ」を舞台にしたスペクタクル巨編。

### 1980年代
『007 オクトパシー』VS『ネバーセイ・ネバーアゲイン』
1983年に公開された、「ジェームズ・ボンド」をテーマにした映画作品。映画化権の権利関係で、本家シリーズとは別にショーン・コネリーが再びボンドを演じた映画が作られた。
『地獄のヒーロー』VS『ランボー/怒りの脱出』VS『コマンドー』
1984年から1985年にかけて公開された、肉体派アクション俳優によるワンマンアーミー映画。
『アビス』VS『リバイアサン』VS『ザ・デプス』
1989年に公開された、「深海海底もの」をテーマにした映画作品。

### 1990年代
『トゥームストーン』VS『ワイアット・アープ』
前者は1993年に、後者は1994年に公開された。『OK牧場の決闘』をテーマにした映画作品。
『四十七人の刺客』VS『忠臣蔵外伝 四谷怪談』
1994年に東宝と松竹が製作した『忠臣蔵』を題材にした映画作品。
『ボルケーノ』VS『ダンテズ・ピーク』
1997年に公開された、「火山の噴火」をテーマにした映画作品。
『アルマゲドン』VS『ディープ・インパクト』
1998年に公開された、「地球への彗星衝突」をテーマにした映画作品。
『アンツ』VS『バグズ・ライフ』
1998年に公開された、「虫」(蟻)をテーマにしたフル3DCGアニメ映画作品。

### 2000年代
『レッドプラネット』VS『ミッション・トゥ・マーズ』
2000年に公開された、「火星」をテーマにした映画作品。
『カポーティ』VS『インファマス』（日本未公開）
前者は2005年に、後者は2006年に公開された。トルーマン・カポーティの伝記映画。

### 2010年代
『はやぶさ/HAYABUSA』VS『はやぶさ 遥かなる帰還』VS『おかえり、はやぶさ』
2011年秋から2012年春にかけて公開された、日本の小惑星探査機「はやぶさ」に関する実写映画作品。映画大手3社（20世紀フォックス・東映・松竹）競作として注目を集めた。
『白雪姫と鏡の女王』VS『スノーホワイト』
2012年に公開された、『白雪姫』をテーマにした映画作品。
『エンド・オブ・ホワイトハウス』VS『ホワイトハウス・ダウン』
2013年に公開された、「ホワイトハウスへのテロ攻撃」をテーマにした映画作品。
『アフター・アース』VS『オブリビオン』
2013年に公開された、「人類が滅亡した後の地球」をテーマにした映画作品。
『スティーブ・ジョブズ (英題 Jobs)』と『スティーブ・ジョブズ (英題 Steve Jobs)』
2013年と2015年に公開された、2011年に亡くなったAppleの経営者「スティーブ・ジョブズ」を題材にした映画。
『ドローン・オブ・ウォー』VS『アイ・イン・ザ・スカイ 世界一安全な戦場』
2014年と2015年に公開された、ドローンを題材にした映画。
『シチズンフォー スノーデンの暴露』VS『スノーデン』
日本では前者が2016年、後者が2017年に公開された。どちらもエドワード・スノーデンを題材にした映画ではあるが、前者がドキュメンタリー映画であるのに対して、後者は伝記映画であり、ジャンルは異なっている。
『パトリオット・デイ』VS『ボストン ストロング 〜ダメな僕だから英雄になれた〜』
前者は2017年に、後者は2018年に公開された。「ボストンマラソン爆弾テロ事件」をテーマにした映画作品。

## ライバル・類似作品
公開年は離れているが、同一のテーマ等で比較されやすい作品。
『史上最大の作戦』と『プライベート・ライアン』
1962年と1998年に公開された、ノルマンディー上陸作戦を題材にした戦争映画。
『トラ・トラ・トラ!』と『パール・ハーバー』
1970年と2001年に公開された、真珠湾攻撃を題材にした映画。
『ウエストワールド』と『ターミネーター』
1973年と1984年に公開された、ロボットの反乱を題材にしたSF映画。
『エイリアン』と『プレデター』
1979年と1987年に公開された、異星人・地球外生命体との戦いを題材にしたSF映画。2004年にはクロスオーバー作品として、『エイリアンVSプレデター』が公開された。
『13日の金曜日』と『エルム街の悪夢』
1980年と1984年に公開されたスラッシャー映画。2003年にはクロスオーバー作品として、『フレディVSジェイソン』が公開された。
『チャンピオン鷹』と『少林サッカー』
1983年と2001年に公開された、カンフーとサッカーを題材にした香港映画。
『レッド・オクトーバーを追え!』と『クリムゾン・タイド』
前者は1990年に、後者は1995年に公開された。どちらも「米ソの潜水艦」をテーマにした映画作品。
『スターリングラード (1993年の映画)』と『スターリングラード (2001年の映画)』
スターリングラード攻防戦を題材にした戦争映画。
『トイ・ストーリー』と『スモール・ソルジャーズ』
1995年と1998年に公開された、玩具を題材にした映画。
『イベント・ホライゾン』と『サンシャイン2057』と『ライフ』
1997年、2007年、2017年に公開された、宇宙船が舞台のSFホラー映画。10年毎に公開されており、『サンシャイン2057』と『ライフ』には真田広之が出演している。
『リング』と『呪怨』
1998年と2003年に公開されたホラー映画であり、いわゆる「Jホラー」ブームの火付け役となった二作品である。2016年には、クロスオーバー作品の『貞子vs伽椰子』が公開された。

## メディアミックス作品
『アイドルマスター』VS『ラブライブ!』VS『アイカツ!』
前者は2005年から、中者は2010年から、後者は2012年からとスタート時期は異なっているが、一般的には競合作品とされている。「アイドル」をテーマにしたメディアミックス作品。競合しているものの、それぞれにターゲット層が棲み分けているので、現実のアイドルのように「ファンの奪い合い」になることも少ないとされる。いずれもバンダイナムコグループが製作の中心となっており、同一系列内での競合関係となっている。

## ポピュラー音楽
日本
演歌において競作は非常に多く、耳に残るメロディについては複数歌手の相乗効果で市場占有がはかられ、全体の売れ行きアップにもつながる。発表時期がずれてカバーの形をとるケースもある。『氷雨』『男と女のラブゲーム』『浪花節だよ人生は』などが著名である。